# Laminacauda montevidensis
Laminacauda montevidensis är en spindelart som först beskrevs av Eugen von Keyserling 1878.  Laminacauda montevidensis ingår i släktet Laminacauda och familjen täckvävarspindlar. Inga underarter finns listade i Catalogue of Life.